# Михайловка (Елецкий район)
Миха́йловка — деревня Елецкого сельсовета Елецкого района Липецкой области.

## Население
| 2010 |
| ---- |
| 3    |